# Aspergillus inflatus
Aspergíllus inflátus (лат.) — вид несовершенных грибов (телеоморфная стадия неизвестна), относящийся к роду Аспергилл (Aspergillus).
Единственный известный вид рода, образующий септированные, нередко разветвлённые конидиеносцы без базальной утолщённой клетки, метулы и фиалиды на которых образуются не единовременно, а последовательно. Длительное время относился к роду Penicillium, однако по хемотаксономическим и молекулярно-генетическим признакам должен быть отнесён к Aspergillus.

## Описание
Колонии на агаре Чапека очень ограниченно-растущие, на 14-е сутки едва достигающие 1 см в диаметре, плотные, бархатистые, покрытые слоем белых вегетативных гиф, заметно выпуклые, слабо спороносящие, беловатые, по краям иногда бежевые до светло-оливковых. Реверс колоний в светлых розовато-оранжевых тонах, растворимый пигмент не выделяется. Экссудат отсутствует, либо необильный, в виде очень мелких оранжевых капелек.
На CYA колонии около 2,5 см в диаметре на 14-е сутки, бархатистые до шерстистых, в центральной части нередко кратеровидные, среднеобильно спороносящие, покрытые слоем белых вегетативных гиф, белые. Экссудат в виде мелких бесцветных капелек. Реверс в жёлто-коричных тонах, в среду выделяется светло-янтарный пигмент.
На агаре с солодовым экстрактом (MEA) колонии до 2,5—3 см в диаметре на 14-е сутки, тонкие, в центре несколько приподнятые, концентрически-зонистые, обильно спороносящие в бежевых или светло-коричневых тонах. Экссудат отсутствует. Реверс колоний жёлто-коричный.
Конидиеносцы от очень коротких до 500 мкм и более длиной, гладкостенные, иногда с дополнительными веточками, на верхушке несколько вздутые, несущие пучок из 2—10 расходящихся метул, иногда (при большои числе) расположенных почти радиально. Боковые веточки часто несут всего несколько метул либо несколько фиалид. Метулы булавовидные, 5—10 мкм длиной. Фиалиды в пучках по 3—8, 5,5—7,5 мкм длиной, суженные в короткую шейку. Конидии в коротких цепочках, шаровидные или почти шаровидные, едва шероховатые, с двумя очень тонкими почти параллельными гребнями, 1,7—2,5 мкм в диаметре.

### Хемотаксономические особенности
Продуцент стеригматоцистина, характерного для представителей нескольких секций Aspergillus, но отсутствующего среди Penicillium. Некоторые штаммы выделяют токсин патулин.

## Экология
Выделяется из различных лесных почв.

## Таксономия
Aspergillus inflatus (Stolk & Malla) Samson, Frisvad, Varga, Visagie & Houbraken, Stud. Mycol. 78: 155 (2014). — Penicillium inflatum Stolk & Malla, Persoonia 6 (2): 197 (1971).